# André Dunoyer de Segonzac
André Dunoyer de Segonzac (* 7. Juli 1884 in Boussy-Saint-Antoine, Département Seine-et-Oise; † 17. September 1974 in Paris) war ein französischer Maler, Grafiker und Illustrator. Er gehört zu den bedeutenden Vertretern der realistischen Malerei zwischen den Kriegen und der abstrakten Druckgrafik, insbesondere nach dem Zweiten Weltkrieg.

## Leben
André Dunoyer de Segonzac besuchte in seiner Jugend das Lycée Henri IV, wo er Gus Bofa traf und sich dauerhaft mit ihm anfreundete. Im Jahre 1900 begann Segonzac ein Studium an der École des Beaux-Arts in Paris, 1903 wechselte er in die private Werkstatt von Luc-Olivier Merson. Im Jahre 1907 war er Schüler von Jean-Paul Laurens und besuchte die Académie la Palette am Montparnasse, er lernte Luc-Albert Moreau (1882–1948) und Jean Louis Boussingault (1883–1943) kennen, mit denen er seine Werkstatt teilte. Seine ersten Zeichnungen wurden im Jahre 1908 in den Zeitschriften La Grande Revue und Le Témoin veröffentlicht. Im selben Jahr hatte er seiner ersten Ausstellungen im Salon d’automne und im Salon des Indépendants. Noch unbeeindruckt von den ästhetischen künstlerischen Entwicklungen dieser Zeit malte er mit Moreau und Boussingault in einem realistischen Stil.
In dieser Zeit mietete André Dunoyer de Segonzac ein Haus in Signac und begann die Landschaften um Saint-Tropez zu malen, denen er stets treu bleiben und wo er bis zum Ende seines Lebens wohnen sollte. Allerdings hielt er sich dort meist nur in den Sommermonaten auf. In den restlichen Jahreszeiten führte er ein Nomadenleben zwischen verschiedenen Orten, wie Île-de-France Vallée, Grand Morin, Feucherolles, Chennevières-sur-Marne und anderen.
Im Jahr 1910 machte Segonzac die Bekanntschaft mit dem Modeschöpfer Paul Poiret und begegnete Max Jacob, Raoul Dufy und Maurice de Vlaminck. Von 1910 bis 1914 bereiste er Italien, er besuchte Spanien und Nordafrika, und interessierte sich für Sport und für Tanz, was sich in den Themen seiner Bilder ausdrückt.
Während des Ersten Weltkriegs wurde Segonzac über die volle Kriegsdauer zur Infanterie eingezogen. Er fertigte zahlreiche Kriegszeichnungen, die sowohl künstlerisch als auch dokumentarisch wertvoll sind, an.
Nach dem Krieg, ab 1919, hatte er wieder zahlreiche Ausstellungen, darunter in den wichtigen Pariser Salons. Segonzac gehörte nach dem Ersten Weltkrieg zu den Hauptvertretern des traditionellen Realismus. Im Jahr 1920 hatte er eine wichtige Einzelausstellung in London. 1921 begegnete er Paul Valéry, Léon-Paul Fargue und Jean Cocteau. Im Jahr 1928 machte er eine Reise nach Amerika, wo er mit seiner Kunst einen lebhaften Erfolg erzielte. 1930 freundete er sich mit André Derain an.
1933 erhielt Segonzac den Preis der Carnegie-Foundation in Pittsburgh, 1934 den Preis der Biennale von Venedig. Im Jahr 1938 stellte er in Chicago, 1939 in der Galerie Wildenstein in London aus. Dunoyer de Segonzac stand auf der am 4. September 1945 von der Résistance-Organisation Front national veröffentlichten Liste von Kollaborateuren im Kulturbetrieb unter der deutschen Besatzung Frankreichs im Zweiten Weltkrieg.
Im Jahr 1947 wurde Segonzac zum Ehrenmitglied der Royal Academy von London berufen, 1948 zum assoziierten Mitglied der Académie royale von Belgien gewählt. In den Jahren 1949 bis 1950 hatte Segonzac wichtige Ausstellungen in der Galerie Charpentier in Paris, später in Basel. Im Jahr 1951 folgte eine Ausstellung am Musée d’Art et d’Histoire de Genève (Genf). 1955 wurde er als auswärtiges Ehrenmitglied in die American Academy of Arts and Letters gewählt. 1959 hatte er eine Ausstellung an der Royal Academy von London und war Teilnehmer der documenta 2 in Kassel. Im Jahr 1969 folgten wichtige Ausstellungen in der Galerie Vallotton in Lausanne und 1972 in der Galerie Durand-Ruel in Paris.
Segonzac starb im Alter von 90 Jahren als weltweit hochbeachteter Künstler.